# Canton de Fanjeaux

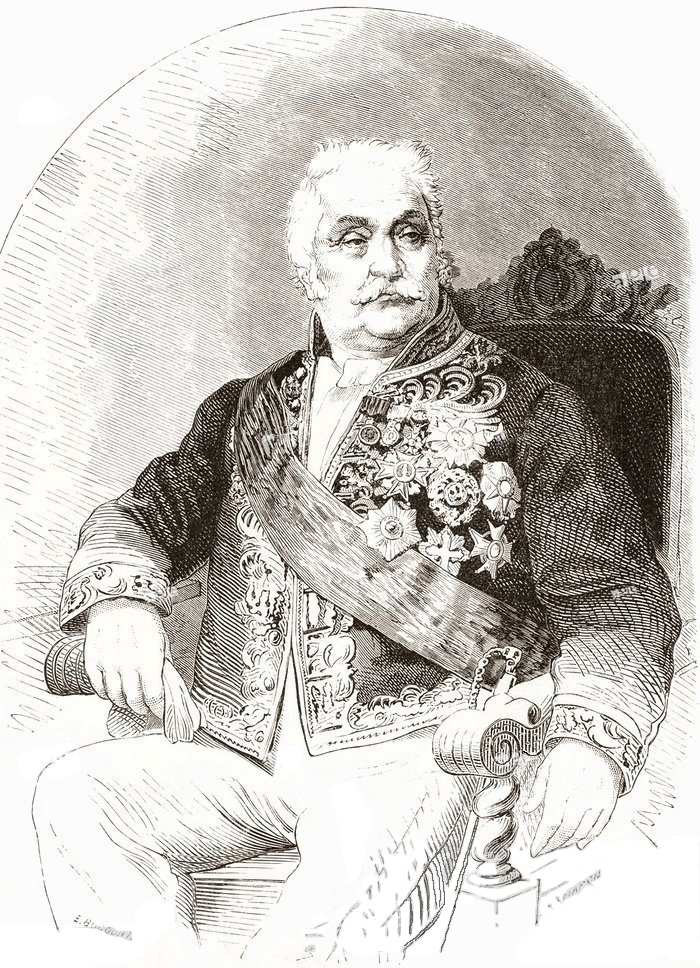
Alphonse-Henri d'Hautpoul (1789-1865) conseiller général de 1852 à 1861.

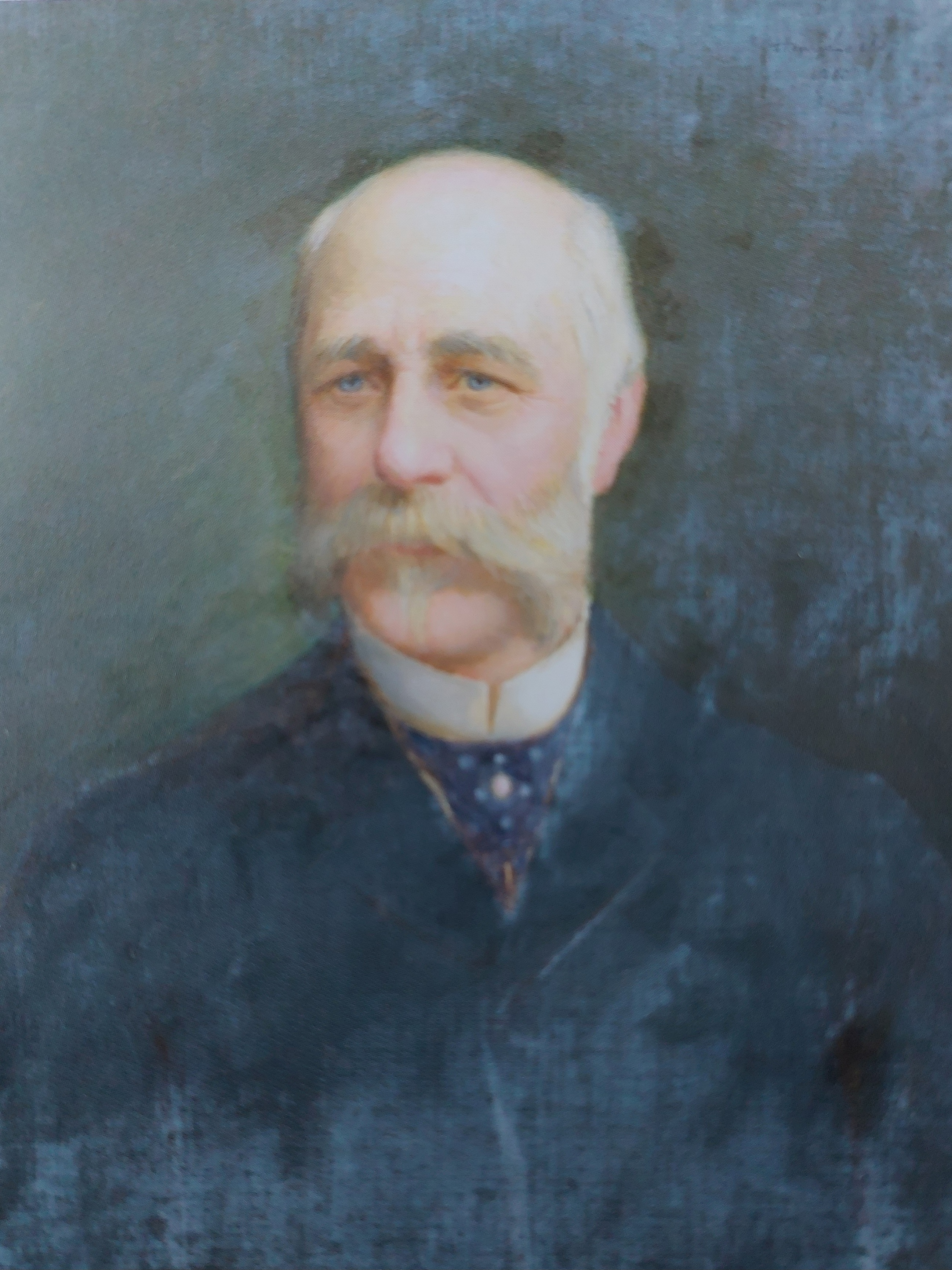
Charles de Lordat (1829-1908) conseiller général de 1870 à 1871 et de 1874 à 1880.

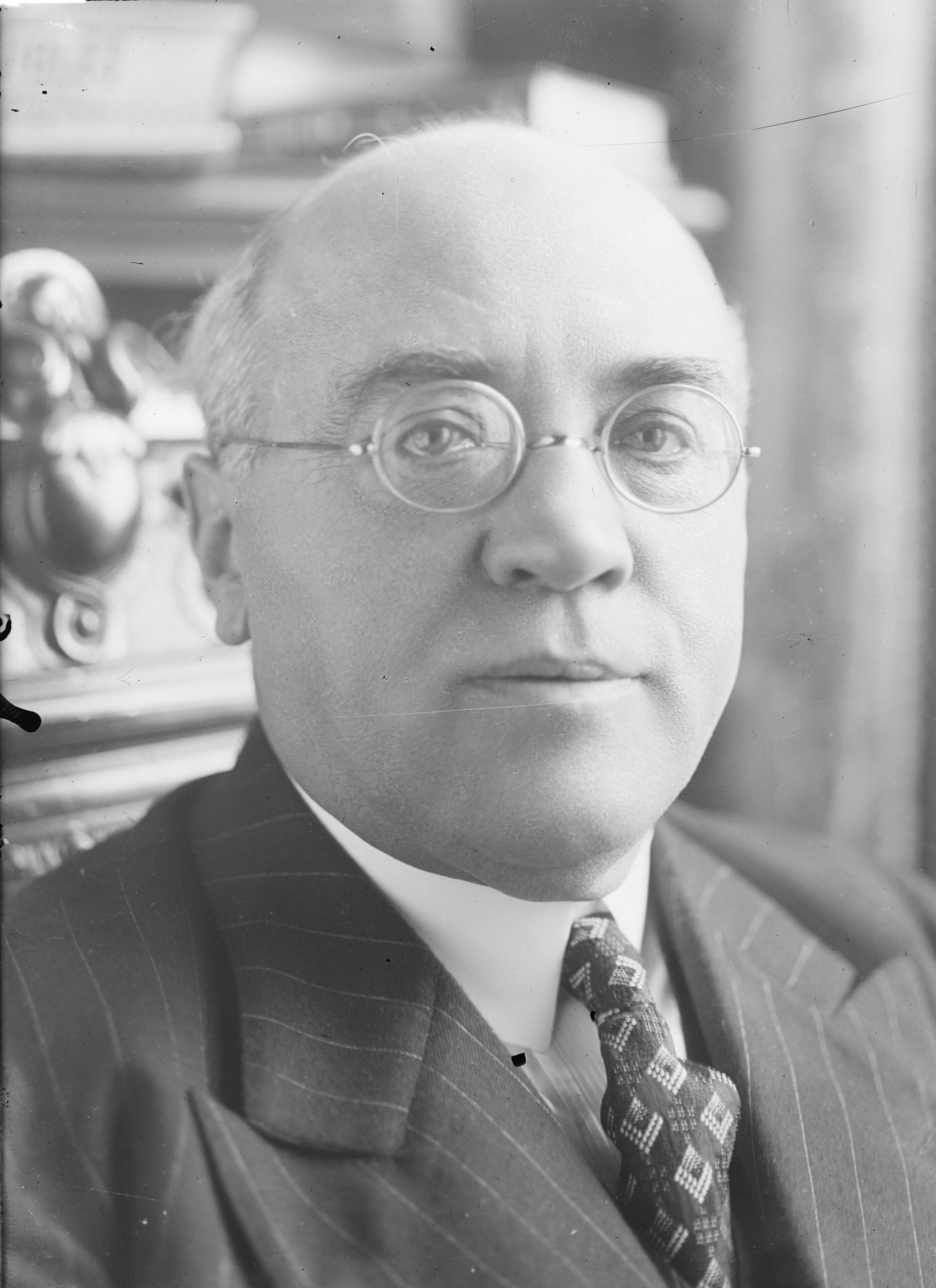
Albert Sarraut (1872-1962) conseiller général de 1919 à 1940.

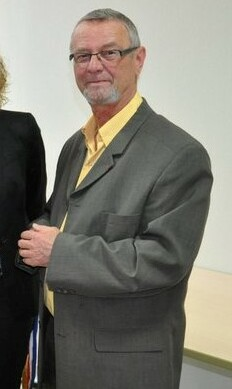
Jacques Cambolive (1940-2015) conseiller général de 1970 à 2001.

Le canton de Fanjeaux est une ancienne division administrative française située dans le département de l'Aude.

## Géographie
Ce canton était organisé autour de Fanjeaux dans l'arrondissement de Carcassonne. Son altitude variait de 119 m (Bram) à 483 m (Plavilla) pour une altitude moyenne de 316 m.

## Représentation

### Conseillers généraux de 1833 à 2015
| Période | Période      | Identité                                     | Étiquette                               | Qualité |
| ------- | ------------ | -------------------------------------------- | --------------------------------------- | --- |
| 1833    | 1842         | Jean-Pierre Rouger de Villasavary            | Tiers-Parti puis Majorité ministérielle | Maire de Villasavary Député (1831→1837) |
| 1842    | 1842         | Erembert de Fonds-Montmaur                   |                                         | Maire de Fanjeaux (1853→1870), conseiller d'arrondissement |
| 1842    | 1848         | J.H. Théodore Dénille                        |                                         | Propriétaire Maire de Bram (1855→1868) |
| 1848    | 1849         | Jean Lieussou                                |                                         | Notaire Maire de Fanjeaux (1847→1853) |
| 1849    | 1852         | Jean Antoine Casimir Chambert                |                                         | Propriétaire à Fanjeaux |
| 1852    | 1861         | Comte puis Marquis Alphonse Henri d'Hautpoul | Conservateur Monarchiste                | Général, Grand Référendaire du Sénat Chef du gouvernement de facto et Ministre de la Guerre (1849→1850) |
| 1861    | 1870         | Ferdinand Rous                               |                                         | Juge de paix à Castelnaudary |
| 1870    | 1871         | Charles Marquis de Lordat                    | Conservateur Monarchiste                | Propriétaire Maire de Bram (1868→1870) |
| 1871    | 1874         | Bernard Gleizes                              | Républicain                             | Notaire Maire de Fanjeaux (1870→1874 et 1876→1888) |
| 1874    | 1880         | Charles Marquis de Lordat                    | Conservateur Monarchiste                | Propriétaire Député (1877→1878) Maire de Bram (1871→1876, 1884→1888) |
| 1880    | 1886         | Bernard Gleizes                              | Républicain                             | Notaire Maire de Fanjeaux (1870→1874 et 1876→1888) |
| 1886    | 1911 (décès) | Jules Barrié                                 | Républicain                             | Propriétaire Maire de Villasavary, conseiller d'arrondissement |
| 1911    | 1919         | Ernest Bousquet                              | Rad.                                    | Directeur du Crédit Foncier Maire de Fanjeaux (1919→1935) Conseiller d'arrondissement |
| 1919    | 1940         | Albert Sarraut                               | Rad.                                    | Journaliste Député (1902→1924) Sénateur (1926→1945) Sous-secrétaire d'Etat (1906→ 1910) Ministre (1914 → 1940) Président du Conseil des ministres (octobre-novembre 1933 et janvier-juin 1936) Président du Conseil général (1921→1940)                                        |
| 1942    | 1945         | Gaston Thel (1882-1957)                      |                                         | Président de la délégation spéciale de Villesiscle Nommé conseiller départemental en 1942 |
| 1945    | 1970 (décès) | Ernest Léotard                               | SFIO                                    | Comptable SNCF en retraite, Bram |
| 1970    | 2001         | Jacques Cambolive                            | SFIO puis PS                            | Professeur de C.E.G. Député (1978→1993) Maire de Bram (1971→2003) Président de la communauté de communes de la Piège et du Lauragais (2001→2008) |
| 2001    | 2015         | André Viola                                  | PS                                      | Maître de conférences en droit public Maire de Bram (2003→2011) Conseiller municipal de Bram depuis 2011 Vice-président du Conseil général (2008→2011) Président du Conseil général (2011→2020) Président de la Communauté de communes de la Piège et du Lauragais (2008→2012) |

### Conseillers d'arrondissement (de 1833 à 1940)
Le canton de Fanjeaux avait deux conseillers d'arrondissement.
| Période                                  | Période          | Identité                                   | Étiquette   | Qualité |
| ---------------------------------------- | ---------------- | ------------------------------------------ | ----------- | --- |
| 1833                                     | 1839             | M. Chambert de Jouarrès                    |             | Propriétaire à La Force                                                                                     |
| 1833                                     | 1843 (décès)     | Michel Paul Noël Jouffard père (1771-1843) |             | Propriétaire à Ribouisse                                                                                    |
| 1839                                     | 1842             | Erembert Fonds-Montmaur                    |             | Médecin à Fanjeaux                                                                                          |
|                                          |                  |                                            |             | |
| 1845                                     | 1848             | Auguste Rouger fils                        |             | |
|                                          |                  |                                            |             | |
| av.1885                                  |                  | Jules Barrié                               | Républicain | Propriétaire, maire de Villasavary                                                                          |
|                                          | 1885 (décès)     | Jean Jacques Jouffard (1801-1885)          |             | Propriétaire à Ribouisse                                                                                    |
|                                          |                  |                                            |             | |
| 1889                                     | 1898 (décès)     | Ferdinand Valette                          | Républicain | Pharmacien Adjoint au maire de Fanjeaux                                                                     |
| 1889                                     | 1897 (démission) | M. Raynier                                 | Républicain | |
| 1897                                     | 1913             | M. Faure                                   | Radical     | |
| 1898                                     | 1907             | M. Mestre                                  | Radical     | |
| 1907                                     | 1911             | Ernest Bousquet                            | Radical     | Directeur du Crédit Foncier, Fanjeaux                                                                       |
|                                          |                  |                                            |             | |
| 1925                                     | 1940             | Bernard Amiel                              |             | Propriétaire à Villasavary                                                                                  |
| 1925                                     | 1940             | Léopold Fort                               | Radical     | Maire de Cazalrenoux                                                                                        |
| 1940                                     |                  |                                            |             | Les conseils d'arrondissement ont été suspendus par la loi du 12 octobre 1940 et n'ont jamais été réactivés |
| Les données manquantes sont à compléter. |                  |                                            |             | |

## Composition
Le canton de Fanjeaux regroupait seize communes
| Nom                    | Code Insee | Intercommunalité            | Superficie (km2) | Population (dernière pop. légale) | Densité (hab./km2) |
| ---------------------- | ---------- | --------------------------- | ---------------- | --------------------------------- | ------------------ |
| Fanjeaux (chef-lieu)   | 11136      | CC Piège-Lauragais-Malepère | 25,49            | 804 (2014)                        | 32                 |
| Bram                   | 11049      | CC Piège-Lauragais-Malepère | 17,72            | 3 308 (2014)                      | 187                |
| La Cassaigne           | 11072      | CC Piège-Lauragais-Malepère | 12,13            | 210 (2014)                        | 17                 |
| Cazalrenoux            | 11087      | CC Piège-Lauragais-Malepère | 13,35            | 84 (2014)                         | 6,3                |
| Fonters-du-Razès       | 11149      | CC Piège-Lauragais-Malepère | 12,15            | 73 (2014)                         | 6                  |
| La Force               | 11153      | CC Piège-Lauragais-Malepère | 4,60             | 213 (2014)                        | 46                 |
| Gaja-la-Selve          | 11159      | CC Piège-Lauragais-Malepère | 11,38            | 142 (2014)                        | 12                 |
| Generville             | 11162      | CC Piège-Lauragais-Malepère | 10,21            | 63 (2014)                         | 6,2                |
| Laurac                 | 11196      | CC Piège-Lauragais-Malepère | 11,58            | 172 (2014)                        | 15                 |
| Orsans                 | 11268      | CC Piège-Lauragais-Malepère | 9,94             | 93 (2014)                         | 9,4                |
| Plavilla               | 11291      | CC Piège-Lauragais-Malepère | 12,40            | 120 (2014)                        | 9,7                |
| Ribouisse              | 11312      | CC Piège-Lauragais-Malepère | 10,21            | 110 (2014)                        | 11                 |
| Saint-Gaudéric         | 11343      | CC Piège-Lauragais-Malepère | 11,13            | 90 (2014)                         | 8,1                |
| Saint-Julien-de-Briola | 11348      | CC Piège-Lauragais-Malepère | 11,31            | 82 (2014)                         | 7,3                |
| Villasavary            | 11418      | CC Piège-Lauragais-Malepère | 33,08            | 1 234 (2014)                      | 37                 |
| Villesiscle            | 11438      | CC Piège-Lauragais-Malepère | 5,46             | 371 (2014)                        | 68                 |

## Démographie
| 1962  | 1968  | 1975  | 1982  | 1990  | 1999  | 2006  | 2011  | 2012  |
| ----- | ----- | ----- | ----- | ----- | ----- | ----- | ----- | ----- |
| 6 113 | 6 048 | 5 516 | 5 595 | 5 866 | 6 192 | 6 670 | 7 178 | 7 265 |